# Thymelaea granatensis
Thymelaea granatensis är en tibastväxtart. Thymelaea granatensis ingår i släktet sparvörter, och familjen tibastväxter.

## Underarter
Arten delas in i följande underarter:
- T. g. glauca
- T. g. granatensis